# Anthony Chalençon
Anthony Chalençon (* 13. August 1990 in Évian-les-Bains) ist ein sehbehinderter französischer Langläufer und Biathlet. Er nahm an den Winter-Paralympics 2018 und 2022 teil.

## Karriere
Anthony Chalençon nahm früher als alpiner Skifahrer an Wettkämpfen teil. Nach einem schlechten Start seiner paralympischen Karriere in dieser Disziplin im Jahr 2010 wechselte er 2011 zum paralympischen nordischen Skilauf.
Er trat bei den Winter-Paralympics 2018 in Pyeongchang für Frankreich an. Seine erste paralympische Medaille war Bronze im Biathlon über 15 km. Mit der 4 × 2,5-km-Staffel gewann er zusammen mit Benjamin Daviet und Thomas Clarion die Goldmedaille. Bei den Winter-Paralympics 2022 in Peking holte er Silber in der 4 × 2,5-km-Staffel.
Ebenfalls mit Benjamin Daviet und Thomas Clarion gewann er bei den Weltmeisterschaften 2015 und 2017 jeweils den Weltmeistertitel mit der Staffel. 2017 holte er außerdem noch die Bronzemedaille im Biathlon über 7,5 km. Bei den Weltmeisterschaften 2019 in Prince George, Kanada, gewann er Silber in der Staffel, und Bronze sowohl im Biathlon über 12,5 km als auch im Langlauf über 10 km. 2021 im Lillehammer war es wieder Staffel-Silber und 2023 in Östersund Silber im Biathlon über 12,5 km.

## Ehrungen
- 2018 Ritter der Ehrenlegion